# Rešov
Rešov (1927–1965 slowakisch auch „Rjašov“; ungarisch Résó – bis 1907 Ressó) ist eine Gemeinde im Osten der Slowakei mit 313 Einwohnern (Stand 31. Dezember 2024). Sie gehört zum Okres Bardejov, einem Kreis des Prešovský kraj, und wird zur traditionellen Landschaft Šariš gezählt.

## Geographie
Die Gemeinde befindet sich in den Niederen Beskiden, noch genauer im Bergland Ondavská vrchovina, im Tal und am oberen Lauf des Baches Rešovka im Einzugsgebiet des Sekčov und weiter der Torysa. Das Ortszentrum liegt auf einer Höhe von 490 m n.m. und ist 10 Kilometer von Bardejov entfernt (Straßenentfernung).
Nachbargemeinden sind Lukavica im Norden, Vyšná Voľa im Nordosten und Osten, Nižná Voľa im Südosten, Kobyly im Süden und Südwesten, Kľušov im Westen und Bardejov im Nordwesten.

## Geschichte
Rešov wurde zum ersten Mal 1454 als Ressew schriftlich erwähnt und war damals ein Untertanendorf der Stadt Bartfeld.
1787 hatte die Ortschaft 38 Häuser und 269 Einwohner, 1828 zählte man 48 Häuser und 274 Einwohner, die als Holzhändler und Schafhalter beschäftigt waren, ab der Mitte des 19. Jahrhunderts wanderten viele Einwohner aus. Während der Winterschlacht in den Karpaten 1914/1915 war Rešov kurzzeitig durch ein russisches Heer besetzt.
Bis 1918 gehörte der im Komitat Sáros liegende Ort zum Königreich Ungarn und kam danach zur Tschechoslowakei beziehungsweise heute Slowakei. In der Zeit der ersten tschechoslowakischen Republik waren die Einwohner als Landwirte tätig. Nach dem Zweiten Weltkrieg pendelte ein Teil der Einwohner zur Arbeit in Industriebetriebe in der Gegend, die Ackerböden wurden durch privat agierende Landwirte gepflegt.

## Bevölkerung
| Jahr                | 1994 | 2004    | 2014     | 2024    |
| ------------------- | ---- | ------- | -------- | ------- |
| Anzahl der Personen | 357  | 353     | 307      | 313     |
| Unterschied         |      | −1,12 % | −13,03 % | +1,95 % |

| Jahr                | 2023 | 2024    |
| ------------------- | ---- | ------- |
| Anzahl der Personen | 317  | 313     |
| Unterschied         |      | −1,26 % |

Nach der Volkszählung 2011 wohnten in Rešov 332 Einwohner, davon 291 Slowaken sowie 29 Russinen, sechs Ukrainer und ein Rom. Fünf Einwohner machte keine Angabe zur Ethnie.
278 Einwohner bekannten sich zur griechisch-katholischen Kirche, 33 Einwohner zur römisch-katholischen Kirche, 15 Einwohner zur Evangelischen Kirche A. B. und drei Einwohner zur orthodoxen Kirche. Bei drei Einwohnern wurde die Konfession nicht ermittelt.

## Bauwerke
- griechisch-katholische Kirche Schutz der hochheiligen Gottesgebärerin im klassizistischen Stil aus den Jahren 1823–26[6]

## Verkehr
Nach Rešov führt nur die Cesta III. triedy 3501 („Straße 3. Ordnung“) als Abzweig der Cesta III. triedy 3500 zwischen Bardejov (Anschluss an die Cesta II. triedy 545 („Straße 2. Ordnung“)) und Kuková (Anschluss an die Cesta I. triedy 21 („Straße 1. Ordnung“)), die nächsten Bahnanschlüsse sind die Haltestelle Kľušov und der Bahnhof Bardejov an der Bahnstrecke Kapušany pri Prešove–Bardejov.